# Kometnik-Jorgići
Kometnik-Jorgići falu Horvátországban Verőce-Drávamente megyében. Közigazgatásilag Atyinához tartozik.

## Fekvése
Verőcétől légvonalban 27, közúton 40 km-re délkeletre, községközpontjától 1 km-re délkeletre, a Papuk-hegység területén, a Rečica-patak partján fekszik. Belterülete összeér Atyina belterületével.

## Története
Kometnik valószínűleg a 18. század elején keletkezett Boszniából érkezett pravoszláv vlachok betelepítésével, mivel a szlavóniai települések 1698-as összeírásában még nem említik. Az első katonai felmérés térképén „Dorf Kometnik” néven találjuk. A térkép tanúsága szerint a Jorgići településrész már ekkor létezett. Lipszky János 1808-ban Budán kiadott repertóriumában „Kometnik” néven szerepel. Nagy Lajos 1829-ben kiadott művében „Kometnik” néven 59 házzal, 336 ortodox vallású lakossal szerepel.
1857-ben 259, 1910-ben 382 lakosa volt. 1910-ben a népszámlálás adatai szerint lakosságának 98%-a szerb anyanyelvű volt. Verőce vármegye Szalatnoki járásának része volt. Az első világháború után 1918-ban az új szerb–horvát–szlovén állam, majd később (1929-ben) Jugoszlávia része lett. 1981-ben a Jorgići településrészt leválasztották az addig egységes Kometnik településről. 1991-ben a falu lakosságának 97%-a szerb nemzetiségű volt. A délszláv háború idején a település 1991 októberének elején már szerb ellenőrzés alatt volt. A horvát hadsereg 136. slatinai dandárja az Orkan-91 hadművelet során 1991. december 15-én foglalta vissza. 2011-ben 26 lakosa volt.

## Lakossága
| Lakosság változása | Lakosság változása | Lakosság változása | Lakosság változása | Lakosság változása | Lakosság változása | Lakosság változása | Lakosság változása | Lakosság változása | Lakosság változása | Lakosság változása | Lakosság változása | Lakosság változása | Lakosság változása | Lakosság változása | Lakosság változása |
| ------------------ | ------------------ | ------------------ | ------------------ | ------------------ | ------------------ | ------------------ | ------------------ | ------------------ | ------------------ | ------------------ | ------------------ | ------------------ | ------------------ | ------------------ | ------------------ |
| 1857               | 1869               | 1880               | 1890               | 1900               | 1910               | 1921               | 1931               | 1948               | 1953               | 1961               | 1971               | 1981               | 1991               | 2001               | 2011               |
| 259                | 292                | 294                | 302                | 335                | 382                | 355                | 398                | 268                | 228                | 222                | 142                | 123                | 119                | 53                 | 26                 |

(1971-ig Kometnik részeként, 1981-től önálló településként)

## Nevezetességei
Az iskola közelében található Kometnik és Dobrić háborús áldozatainak síremléke. A sírban körülbelül 300 Kometnik és Dobrić falvakból származó paraszt maradványai vannak, akiket az usztasák végeztek ki Atyinán 1942. január 14-én megtorlásul a Nikola Miljanović Karaula partizáncsapattal 1942. január 11. és 12. közötti éjszaka Zubići községben kitört konfliktusért. A különböző temetkezési helyekről végzett exhumálás után az áldozatok maradványait ebbe az osszáriumba helyezték át, ahol föléje Nikola Kečanin akadémikus szobrászművész alkotását helyezték el.